# Friedhelm Runge
Friedhelm Runge (* 27. März 1939 in Wuppertal; † 29. November 2024) war ein deutscher Unternehmer und Fußballfunktionär.

## Leben

### Unternehmerische Tätigkeit
Runge absolvierte eine Ausbildung zum technischen Kaufmann bei der Gebrüder Happich GmbH in Wuppertal. Er arbeitete dort zehn Jahre im Außendienst und zuletzt als Vertriebsleiter. Anschließend studierte er an der Maschinenbauschule in Wuppertal und danach Betriebswirtschaft in Bochum.
Runge stieg 1972 als achter Mitarbeiter des im Jahr 1932 gegründeten mittelständischen Betriebs EMKA Beschlagteile GmbH & Co. KG in Velbert ein. Seit 1973 war der Diplom-Kaufmann geschäftsführender Gesellschafter bei EMKA. Unter seiner Führung entwickelte sich EMKA zu einer mittelständischen Unternehmensgruppe der Zulieferindustrie für den Schaltschrank- und Gehäusebau mit rund 1000 Beschäftigten und über 200 Millionen Euro Umsatz.
Ab 2002 fungierte Runge als Vorstandsmitglied des Bundesverbandes mittelständische Wirtschaft e.V. (BVMW).

### Tätigkeit als Sportfunktionär
Zu der Saison 1990/91 wurde Runge 1991 als Vereinspräsident des Wuppertaler Fußballvereins Wuppertaler SV (WSV), als Nachfolger von Dieter Buchmüller, gewählt. EMKA war unter der Führung Runges der Hauptsponsor des WSV gewesen, Runge hat selbst größere Summen seines Privatvermögens in den Verein investiert.
Nach den anfänglichen Erfolgen des Vereins, mit dem Aufstieg in die 2. Fußball-Bundesliga, in seiner Amtszeit erfolgte zwei Jahre darauf der Abstieg des Vereins. Runge stand zunehmend in der Kritik, nicht zuletzt wegen Personalentscheidungen, die er zu verantworten hatte. Als ein Teil der Fans ihn Ende 2012/Anfang 2013 in einem „öffentlichen Brief“ ansprachen, ist Runge am 12. Januar 2013 als langjähriger Präsident des Fußballviertligisten WSV zurückgetreten. Die Geschäfte führte bis auf Weiteres der Verwaltungsrat des Vereins weiter. 
Zum Ende der Saison 2023/24 kündigte Runge an, sein finanzielles Engagement für den Verein deutlich zu reduzieren. 
Runges Unternehmen EMKA ist seit geraumer Zeit Hauptsponsor bei der SSVg Velbert. Zudem war Runge Förderer des Boxsportes in Wuppertal.